# FRiDAY-MA-MAGiC
《FRiDAY-MA-MAGiC》是日本女歌手miwa的第7張單曲，於2011年9月21日由Sony Music Records發行。

## 概要
單曲距離前作《441》發行約3個月，為miwa於2011年發行的第3張單曲。這張單曲的「初回生産限定盤」附送收錄了A面曲《FRiDAY-MA-MAGiC》音樂影片的DVD。
miwa曾於《Coming Soon!!》、《MUSIC FAIR》等音樂節目宣傳單曲。

## 歌曲
《FRiDAY-MA-MAGiC》是由川口春奈主演TBS深夜電視劇《櫻蘭高校男公關部》的主題曲。該電視劇的製作人韓哲表示他在決定主題曲時，想找到「年輕女生的明快流行曲，充滿精神，讓人感到開心的歌曲」。在聽到miwa的專輯時，覺得「充滿清新力量的歌曲跟電視劇的形象相當配合」，於是就採用miwa的歌曲為主題曲。
音樂網站hotexpress指從《don't cry anymore》、《不可思議！！》（ありえない!!）等歌曲可以看出miwa不服輸的性格。《FRiDAY-MA-MAGiC》可以將她這部份更鮮明地展現出來。評論指歌詞中「『你就是高材生吧』 不要如此下定論 刺激是必要的喔 來摧毀這無聊的生活吧」一句充滿力量，甚至可以看作是抺去自己原來的形象。
這首歌的音樂影片（PV）由齋藤涉執導，電視劇的女主角川口春奈亦有參與演出。在PV中，川口以她在劇中的造型登場。

## 收錄歌曲
| CD   | CD                                         | CD   | CD       | CD   |
| 曲序 | 曲目                                       | 词曲 | 编曲     | 时长 |
| ---- | ------------------------------------------ | ---- | -------- | ---- |
| 1.   | FRiDAY-MA-MAGiC                            | miwa | Naoki-T  | 4:26 |
| 2.   | 開始並不代表結束                           | miwa | L.O.E    | 4:35 |
| 3.   | 堅強 ～from live tour 2011"guitarissimo"～ | miwa | Quatre-M |      |
| 4.   | FRiDAY-MA-MAGiC 〜instrumental〜           | －   | －       |      |

## 註腳
1. ↑  歌詞原文：

## 外部連結
- Sony MusicArchive.today的存檔，存档日期2013-05-01（日語）
- 台灣索尼音樂（繁體中文）